# Hwasong-12
O Hwasong-12 (em coreano: 화성 12; hanja: 火星12; traduzido como Marte-12; KN-17 sob a convenção de nomenclatura dos EUA) é um míssil balístico de alcance intermediário móvel desenvolvido pela Coreia do Norte. O Hwasong-12 foi revelado pela primeira vez à comunidade internacional em um desfile militar em 14 de abril de 2017, durante a comemoração do Dia do Sol, no aniversário do fundador e Presidente Eterno da Coreia do Norte, Kim Il-sung.
Com base nas fotos do lançamento em 14 de maio de 2017, o Hwasong-12 parece ter um design de estágio único, usando um único motor principal e quatro motores vernier. O arranjo parece semelhante ao teste do motor "de alta pressão" realizado em março de 2017. Como alternativa, poder ter sido baseado no mecanismo usado no antigo Hwasong-10, com a adição de mais dois verniers.
As estimativas iniciais sugerem que o Hwasong-12 teria um alcance máximo entre 3 700 quilômetros e 6 000 quilômetros (ICBM significa um alcance de pelo menos 5 500 km). No desfile militar norte-coreano de abril de 2017, o Hwasong-12 foi exibido no lançador móvel Hwasong-10, com a possível intenção de substituir o Hwasong-10, de desempenho semelhante, que não foi confiável durante seu programa de teste.

## Gráficos

Trajetória do Hwasong-12

Mísseis norte-coreanos lançados sobre o Japão
①: Taepodong-1 ②: Unha-2 ③: Unha-3 ④: Kwangmyŏngsŏng (Unha-3) ⑤: Hwasong-12 ⑥: Hwasong-12

## Lista de testes do Hwasong-12
| Tentativa | Data                                                            | Localização                            | Anúncio de pré-lançamento / detecção | Resultado | Notas adicionais |
| --------- | --------------------------------------------------------------- | -------------------------------------- | ------------------------------------ | --------- | --- |
| 1         | 4 de abril de 2017 às 06:12 da manhã (Horário de Pyongyang)     | Sinp'o                                 | Nenhum                               | Falhou    | Anteriormente declarado incorretamente como um variante do SCUD. O míssil percorreu um raio de 60 quilômetros com um apogeu de 189 quilômetros e supostamente "rodopiou" antes do término do voo.                                                                                       |
| 2         | 15 de abril 2017 às 05:51 da manhã (Horário de Pyongyang)       | Sinp'o                                 | Nenhum                               | Falhou    | Anteriormente declarado incorretamente como um variante do SCUD. Relatado ter explodido 4,5 segundos após o lançamento. |
| 3         | 28 de abril 2017 às 05:33 da manhã (Horário de Pyongyang)       | Pukchang 39° 30′ 27″ N, 125° 57′ 52″ L | Nenhum                               | Falhou    | O míssil teria voado 40 quilômetros antes de explodir. |
| 4         | 14 de maio de 2017 às 04:58 da manhã (Horário de Pyongyang)     | Kusong                                 | Nenhum                               | Successo  | O míssil foi lançado em uma trajetória elevada com um apogeu de 2.111,5 km, aterrissando a 787 km no Mar do Japão. |
| 5         | 29 de agosto de 2017 às 05:28 da manhã (Horário de Pyongyang)   | Sunan                                  | Nenhum                               | Successo  | O míssil foi disparado em uma trajetória normal com apogeu de 550 km, sobrevoou Hokkaido a uma distância total de 2700 km, amerissou no Oceano Pacífico a 1180 km a leste da ilha japonesa do norte.                                                                                    |
| 6         | 15 de setembro de 2017 às 06:27 da manhã (Horário de Pyongyang) | Sunan                                  | Nenhum                               | Successo  | O míssil foi disparado em uma trajetória normal, com um apogeu de 770 km, sobrevoou Hokkaido a uma distância total de 3700 km, amerissou no Oceano Pacífico a 2200 km a leste do Cabo Erimo, Hokkaido. Trajetória mais longa de um míssil norte-coreano a partir da data de lançamento. |

## Especificações técnicas

### Operadores atuais
- Coreia do Norte

## Outros mísseis norte-coreanos:
- Hwasong-13 / Nodong-C
- Hwasong-15
- Hwasong-18
- Hwasong-19